# Fictonoba oliveri
Fictonoba oliveri är en snäckart som först beskrevs av Powell 1927.  Fictonoba oliveri ingår i släktet Fictonoba och familjen Barleeidae. Inga underarter finns listade i Catalogue of Life.